# Zbrojovka Brno
Zbrojovka Brno (Збройовка Брно, або Z (Zet, Zetka)) — з 1918 року чеський виробник вогнепальної зброї, автомобілів, сільгосптехніки, офісної та обчислювальної техніки. Штаб-квартира розташована в місті Брно. 1936 року компанія припинила виробництво автомобілів.

## Заснування компанії
Після Першої світової війни з'явилася таке держава, як Чехословаччина, до цього була Імперія, якою правили Габсбурги і яка називалася Австро-Угорщина, до складу якої і входили в тому числі і Чехія, і Словаччина. 
Була ще під час Австро-Угорської імперії фірма, яка займалася зброєю, вона називалася Австро-Угорська артилерійська фабрика, в 1918 році фабрику націоналізували, а через 6 років створили на її базі акціонерне товариство "Ceskoslovenska Zbrojovka Brno as", що по-українськи означає "Арсенал/збройова фабрика з Брно". 

## Початок виробництва автомобілів
У мирний час, коли попиту на гвинтівки та іншу зброю впав, фірма, до речі, 2/3 активів якої належали державі, починає замислюватися про побічні види бізнесу, в тому числі і про автомобільний, а оскільки вже існували інші автомобільні фірми в Чехословаччині, то вирішують запустити в серію дуже дешевий автомобіль, доступний для небагатих верств населення. 

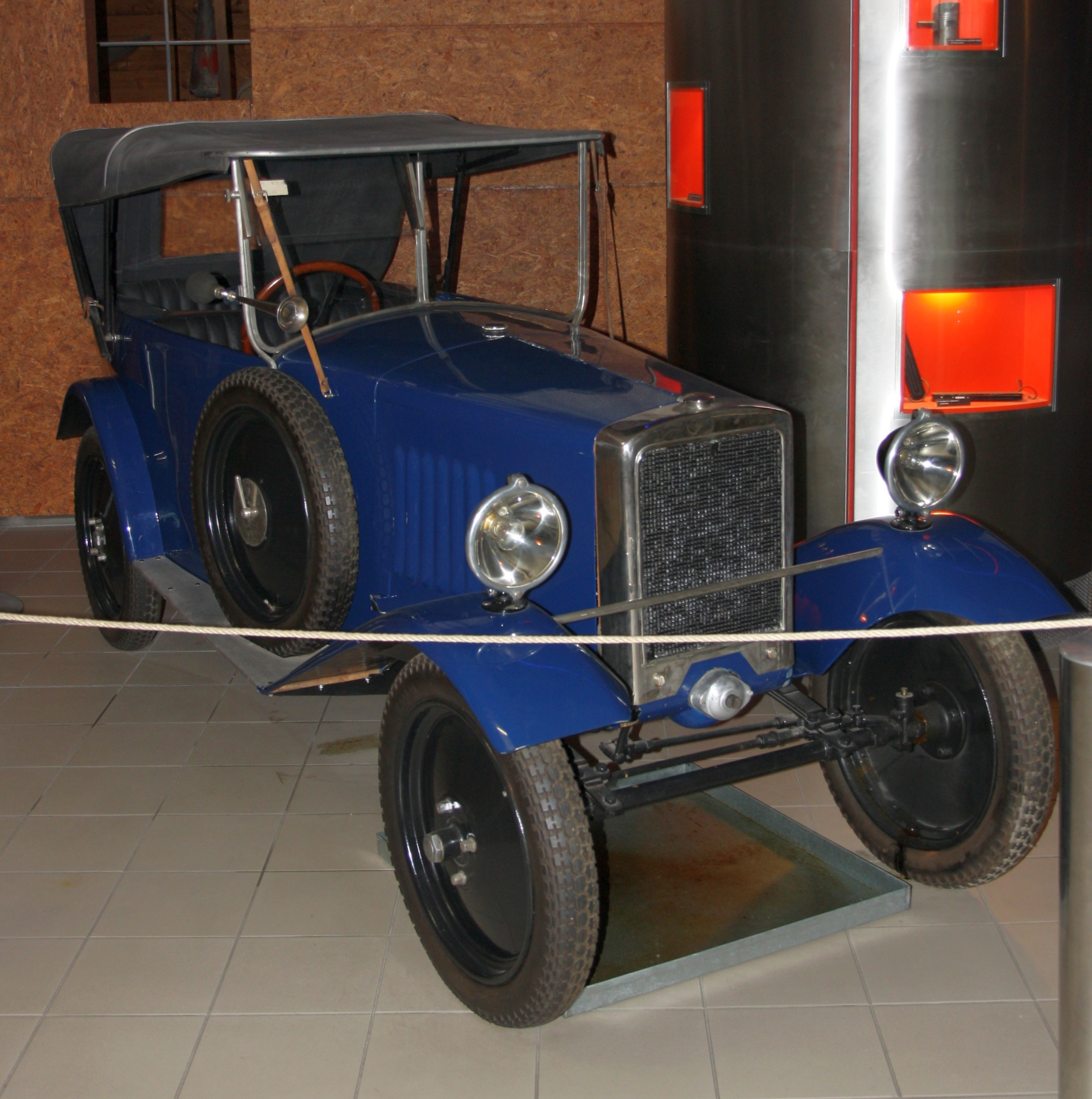
Zbrojovka Disk

В 1923 році інженер Бретислав Новотни показує керівництву фабрики свій прототип, який назвали Zbrojovka Omega. 

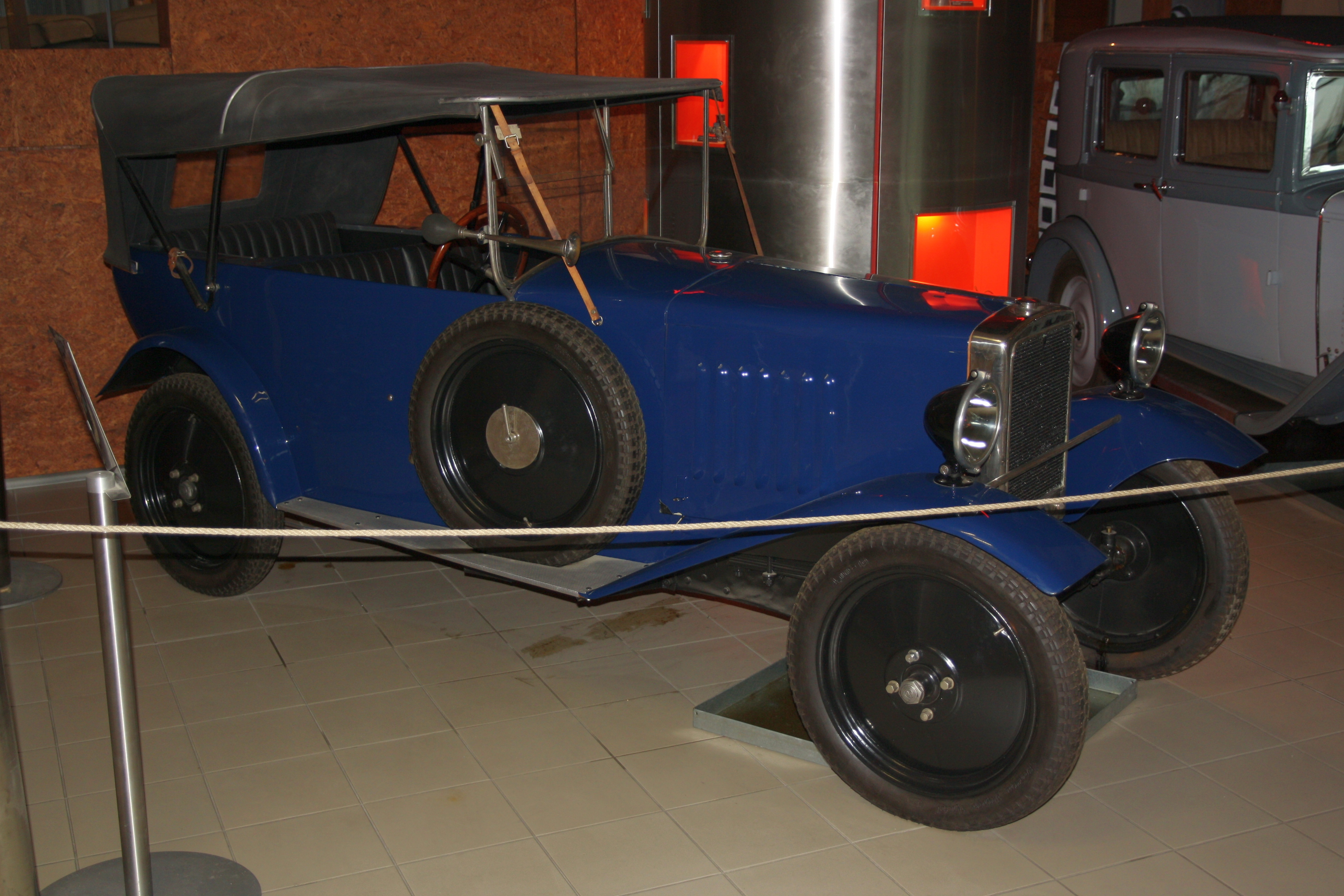
Zbrojovka Disk

Автомобіль мав 2-тактний двигун з 4 циліндрами і робочим об'ємом в 598 кубів, цей моторчик видавав 9,5 к.с., коробка передач була фрикційна, тобто схожа на сучасні коробки передач, але замість азбестових накладок були шкіряні. Привід на задні колеса передавався за допомогою ланцюга. Машина пройшла ходові випробування, і комісія дала схвалення на автомобіль, врешті 1924 року машину запускають у виробництво, назвали її Disk. 
"Диск" відрізнявся від "Омеги" більш квадратним дизайном передка, наявністю кардана і 10-сильним мотором, який при малому об'ємі чомусь володів звірячим апетитом аж в 11 л на 100 км. 
Однак, випустивши 75 автомобілів, фабрика припиняє їх виробництво, бо машина виявилася ненадійною, і на фірму посипалися рекламації. З цієї партії збереглося всього одне авто. 
Але керівництво вирішило не кидати ідею виробництва автомобілів, а побудувати нові корпуси для будівництва більш досконалої машини. У квітні 1925 року Франтішек Маккерле, випускник технічного університету Брно, будує прототип, який назвали Z 26, до речі, саме тоді й вирішили називати автомобілі просто Z. 
У вересні 1925 року автомобіль, який також мав 2-тактний двигун, але всього 2 циліндри і об'єм в 1000 кубів, під керуванням колишнього військового льотчика Карела Стоханзела вирушає в 16500-кілометрове випробування через Альпи і Доломіти. Автомобільчик з честю проходить їх без серйозних поломок, врешті 1926 року 18-сильний Z4-18 йде в серію. 

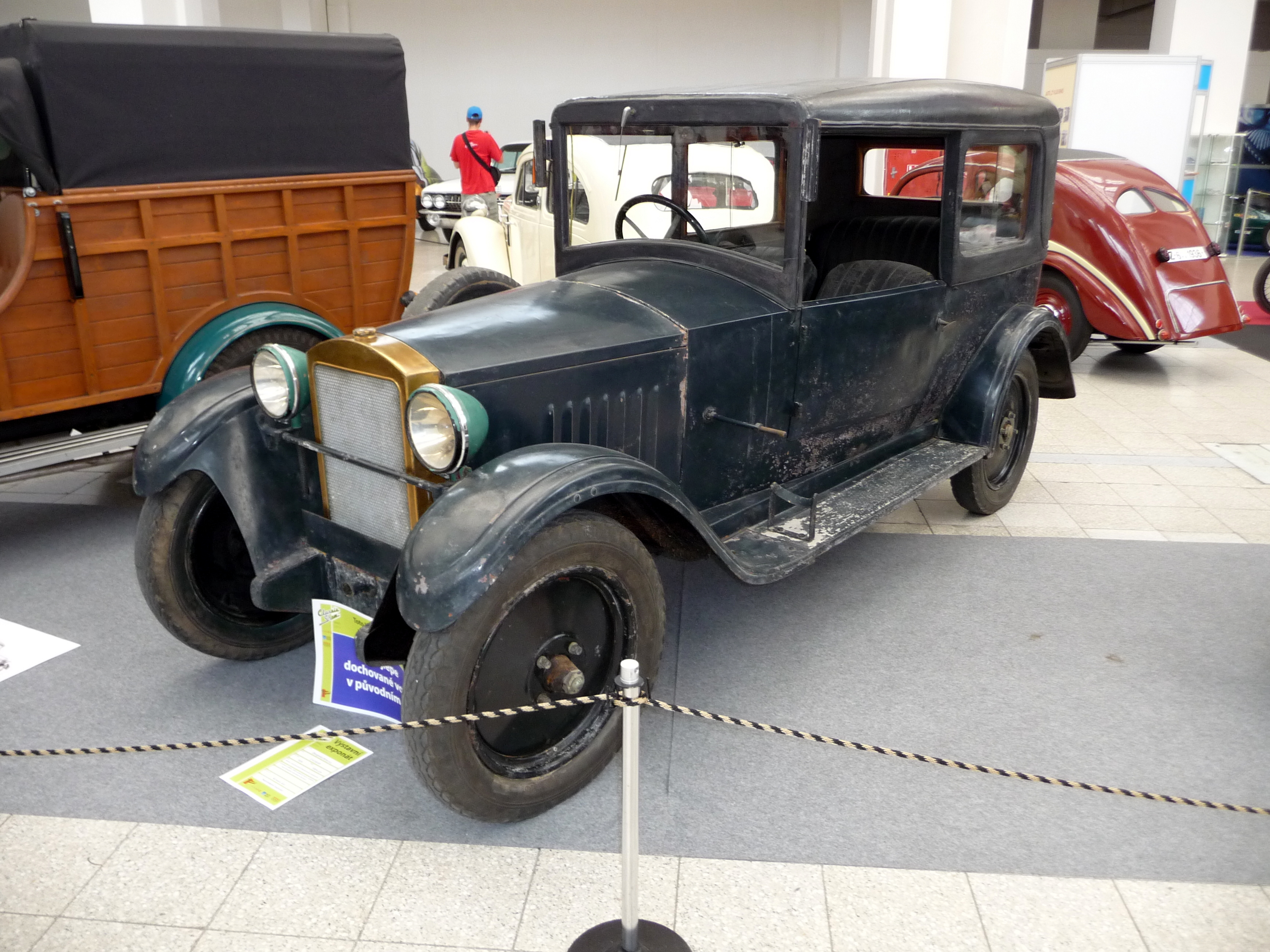
Z 4/18 Phaeton

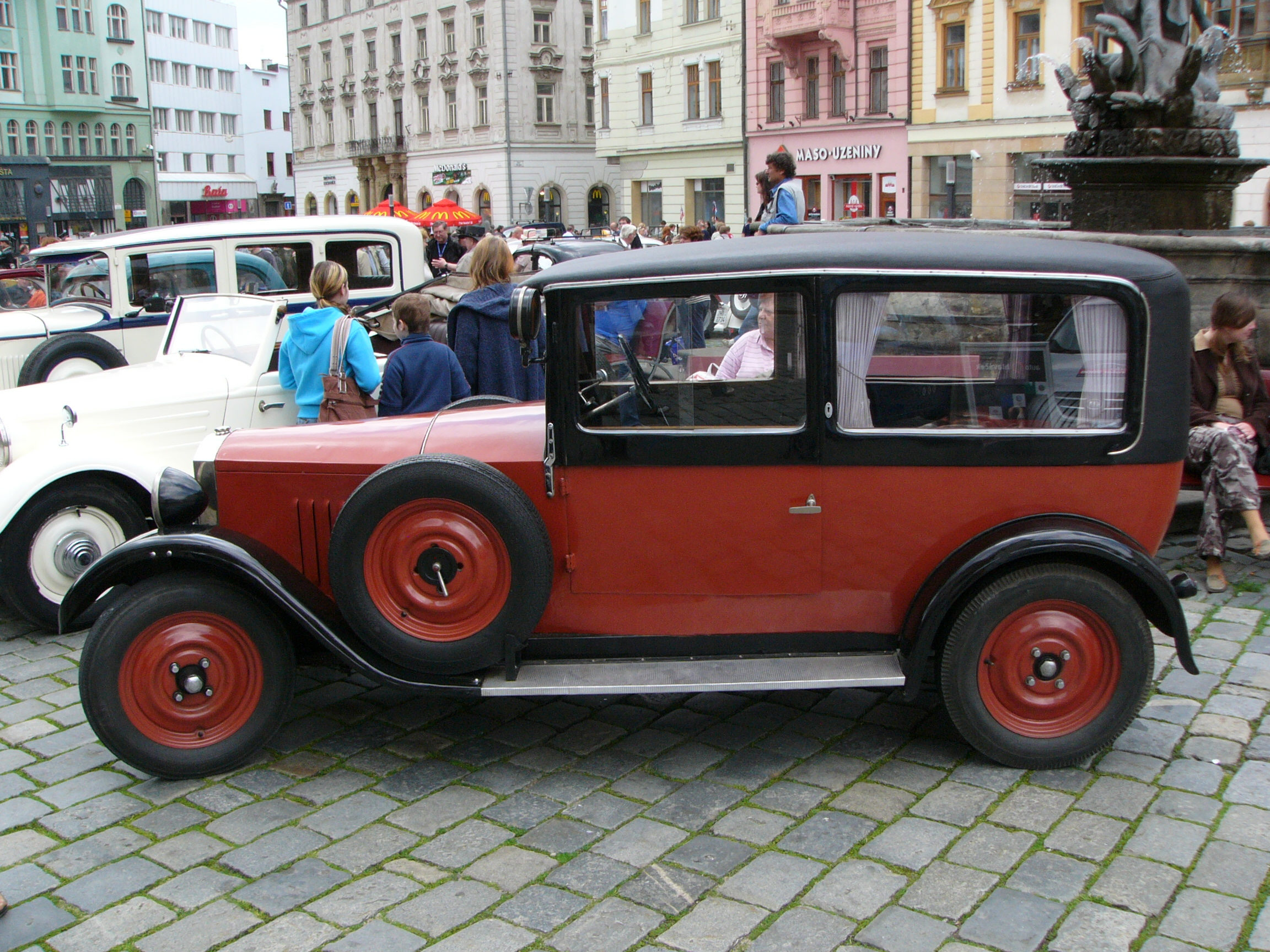
Z 4/18 Limousine

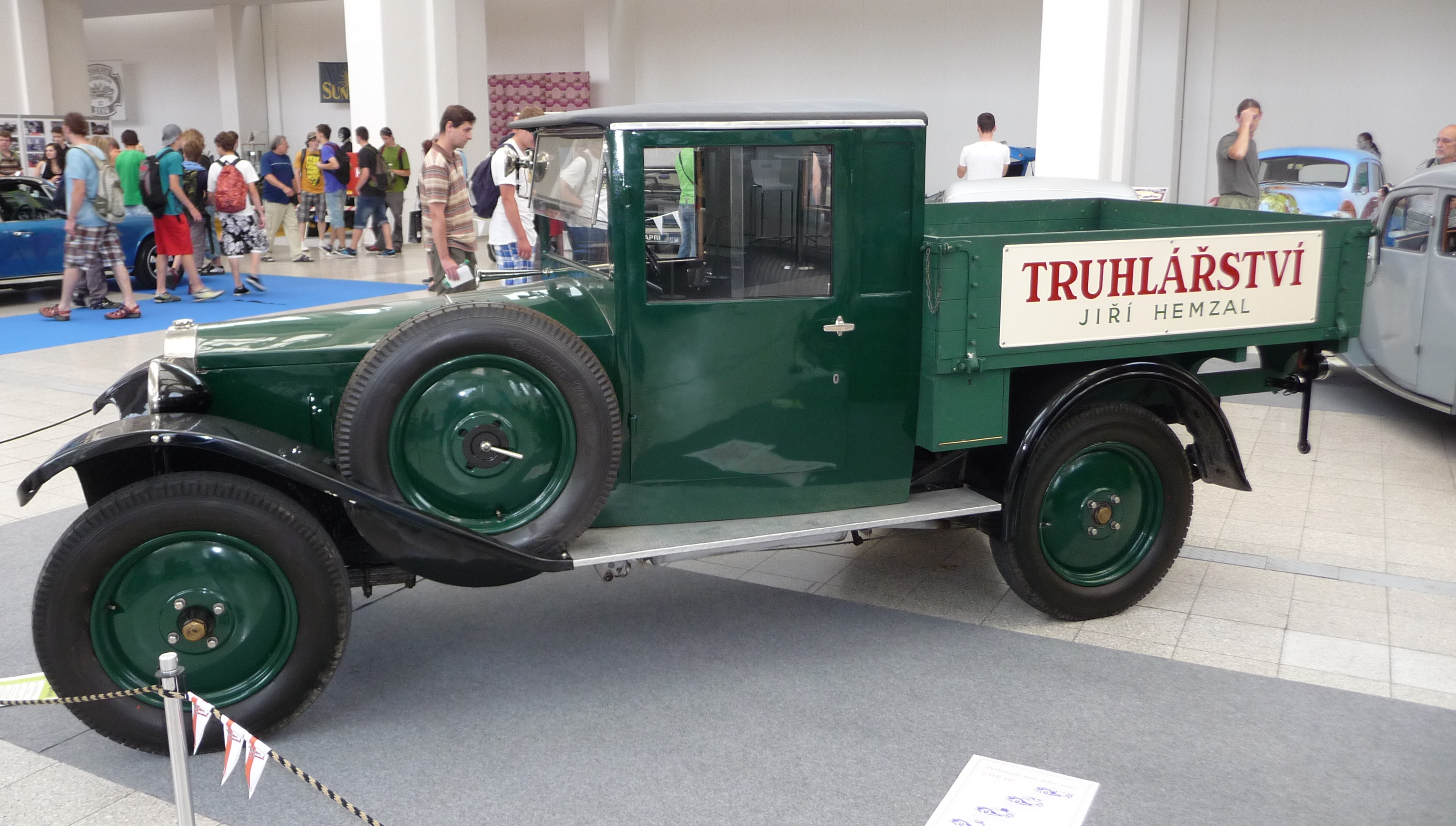
Z 4/18 Pickup

Спочатку авто випускалося тільки в 4-місному варіанті з кузовом фаетон, проте незабаром автомобіль став популярний, і на його базі стали випускати 2-місний родстер, ландо, лімузин, і навіть вантажівку. В результаті до 1930 року було продано 2510 автомобілів, з яких 1000 становили пікапи. 

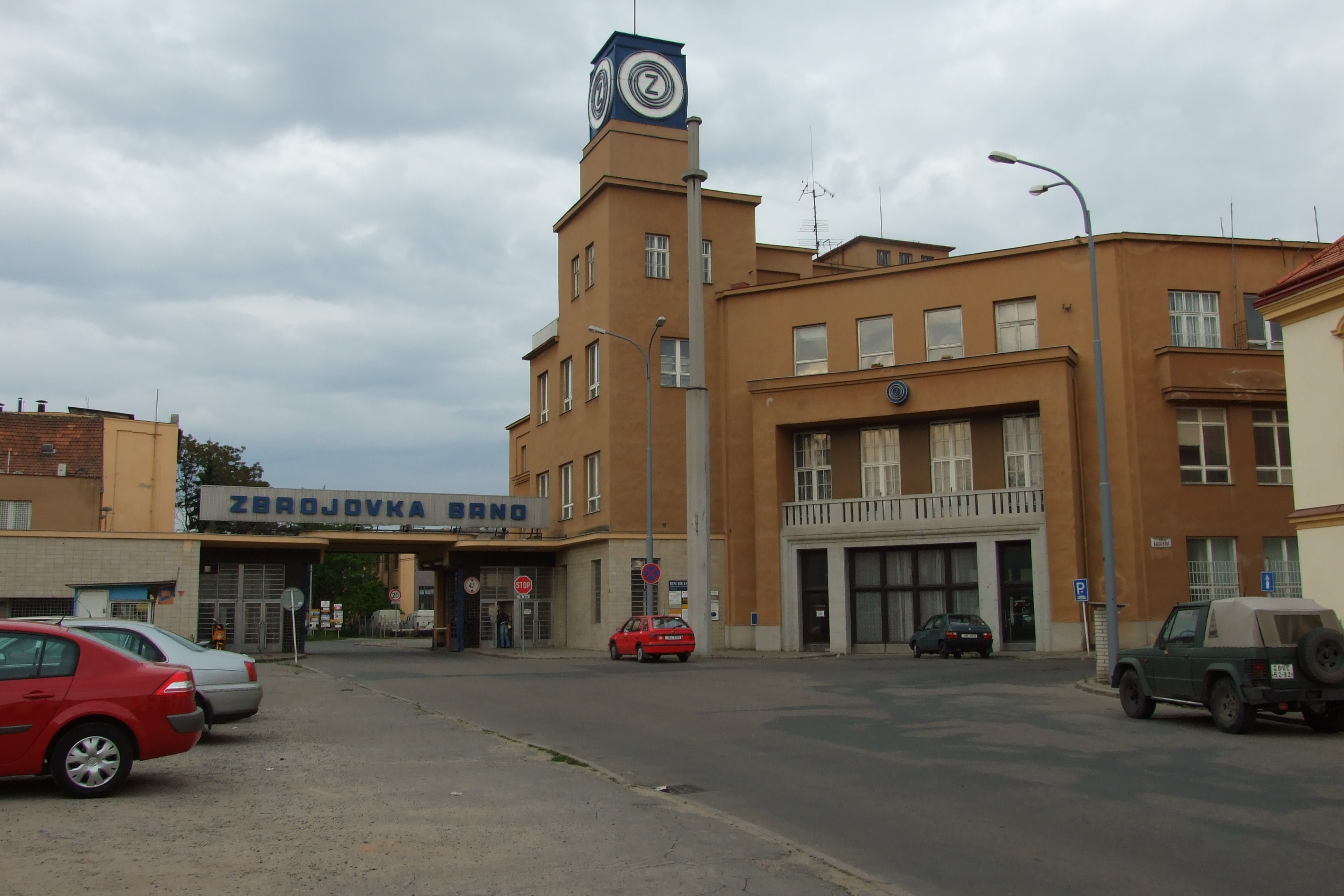
Приміщення заводу Zbrojovka Brno

В 1929 році на шасі Z 4/18 було побудовано 2 спортивних автомобіля, які відомі або як Z 2, або як Z 6V. Цей спортивний автомобіль мав також 2-тактний двигун, але циліндрів вже було 6, розташовані вони були опозитно, і мали 2 колінчастих вала, крім іншого, це був перший чеський автомобіль з наддувом, на машині було встановлено два компресора фірми "Рутс". В результаті автомобіль з моторчиком в 1085 кубів розвивав 75 сил, що дозволяло розганятися до 180 км/год. Однак як спортивний автомобіль він виявився не зовсім вдалим, перша його гонка закінчилася аварією і загибеллю заводського випробувача Фредеріка Софера, потім машину виставили на Нюрбургринг, де вона також нічим себе не проявила, врешті єдина збережена машина була продана без мотора, бо він згорів, новий господар поставив на неї двигун "Воксхолл", і зайняв в 1936 році друге місце на гонках Ecce Homo. 

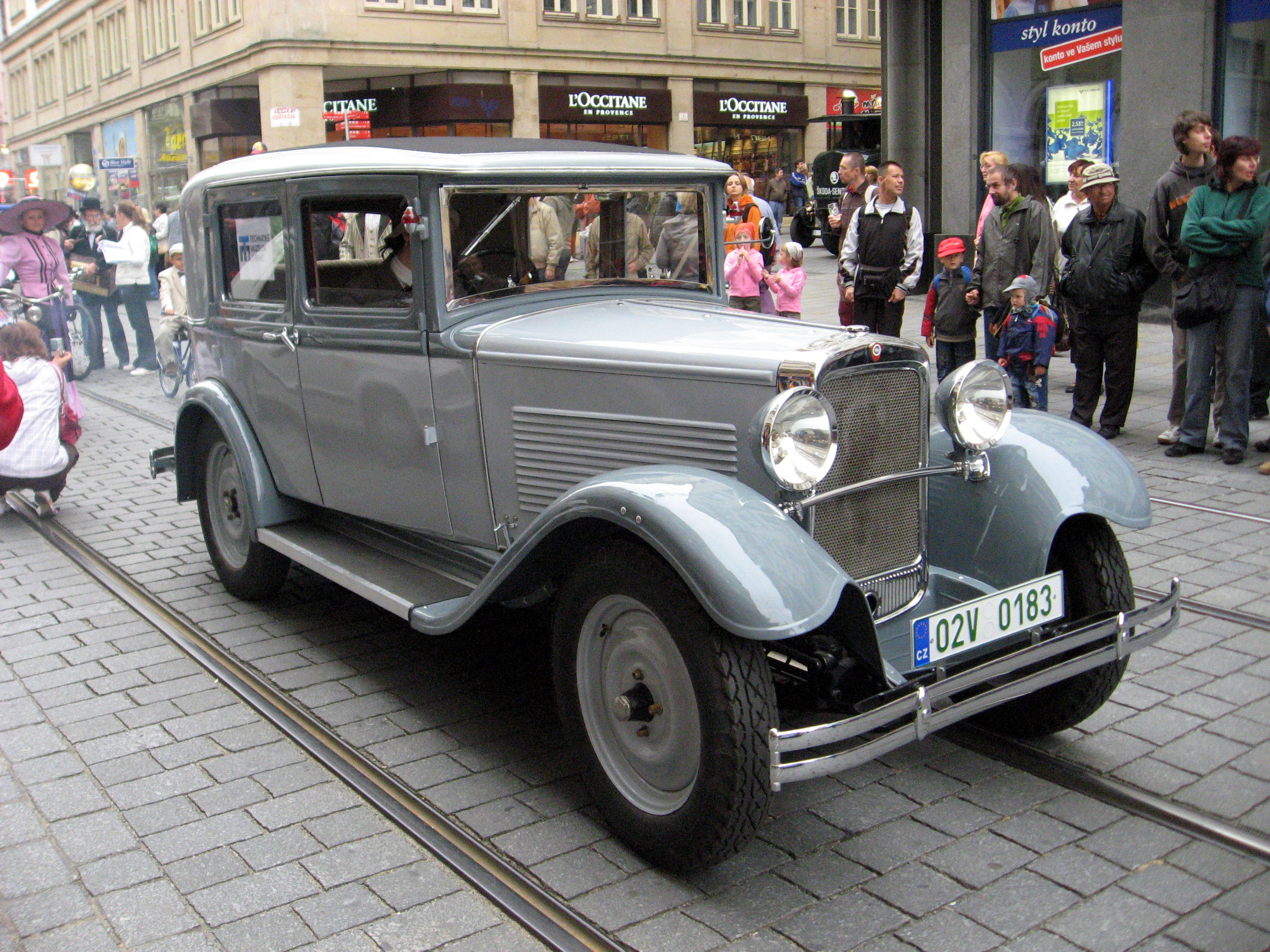
Z 9 Phaeton

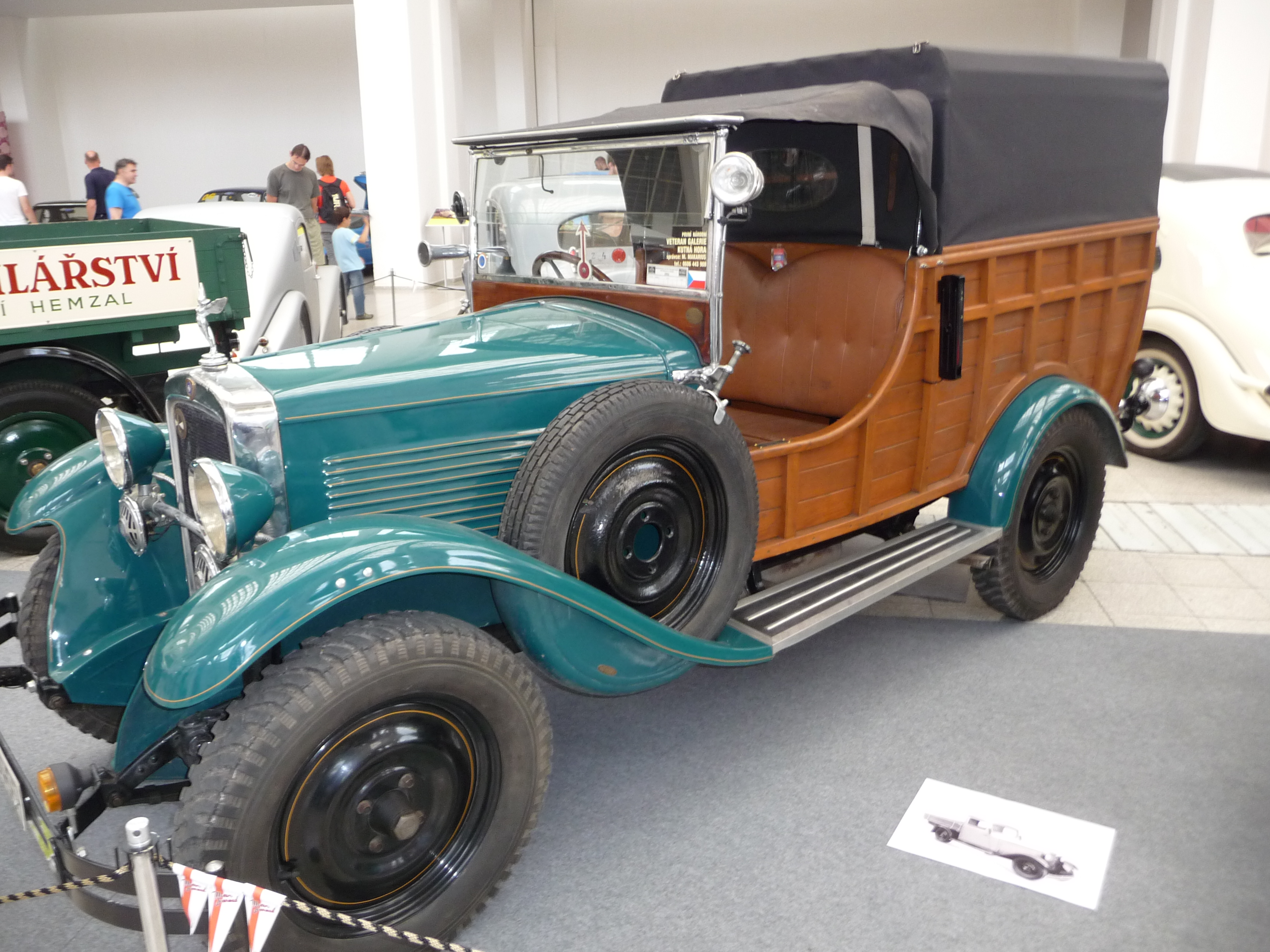
Z 9 Pickup

В 1929 році фірма вирішила розширити модельний ряд, з'являється модель 9. Ця машина також мала 2-циліндровий двигун, але об'ємом 933 кубика, потужність дорівнювала 22 к.с.. Тому не дивлячись на менший об'єм двигуна, 9-ка позиціонувалася як більш дорога модель, ніж 4/18. Однак більш дорога машина, та до того із застарілою конструкцією, не має попит, не дивлячись на велику кількість варіантів кузовів, вдається за 2 роки продати всього 850 машин. 
В 1931 році фірма будує спортивний автомобіль, який носить індекс 13К, про нього дуже мало що відомо. Мотор був 8-циліндровий, 2-тактний, об'ємом в 1.5 л, він оснащувався компресором і розвивав 105 сил, автором машини був Новотни. Після її побудови з'являється Z 14U, шасі якого збереглися, і вони виставлені в музеї міста Брно. Шасі 14 моделі дуже схожі на "Бугатті T55", і навіть колеса мають такий же малюнок. Цей гоночний автомобіль розвивав 180 км/год. 
В 1931 році Володимир Соучек, який спроєктував "дев'ятку", йде з поста головного інженера, а на його місце приходить Борживой Одстрчил. Він вирішує побудувати передньопривідний автомобіль, спочатку він думає уламати керівництво на покупку ліцензії у фірми DKW, яка запускає у виробництво передньопривідну машину, але врешті вирішує сконструювати сам подібну конструкцію, на допомогу йому приходить Антонін Воженілек. Наприкінці 1932 року автомобіль, який отримав індекс Z4, був побудований. Він мав 2-тактний 2-циліндровий мотор, об'ємом 900 кубів і потужністю 19 сил, ну і передній привід, хребтова рама автомобіля була приварена до днища, а всі колеса мають незалежну підвіску. 

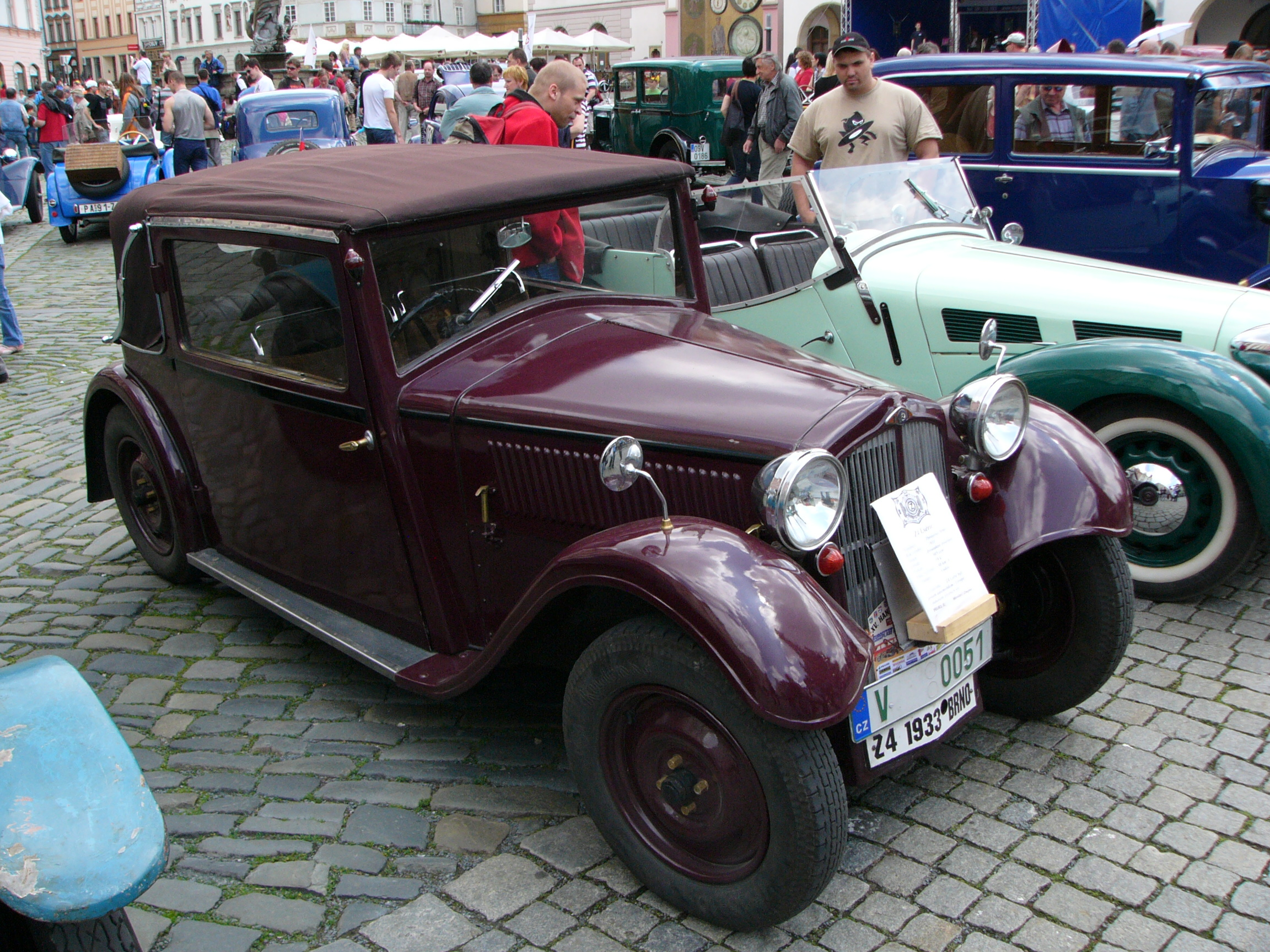
Z 4 Serie I

Після довгих випробувань, в квітні 1933 року машину запускають в серію, автомобіль рекламується як "silná čtyřka", тобто "Сильна/потужна четвірка", до вересня 1933 року була продана вся перша серія автомобілів, а саме - 480 штук, це був успіх. 
Ще під час виробництва першої серії, в червні 1933 року, з'явилася 2 серія, з потужнішим 1 л мотором, який розвивав 25 сил, крім мотора машина отримала сучасний дизайн кузова із закругленими лініями, а також 2-складові півосі переднього приводу. 
Автомобілі 2 серії випускалися до квітня 1934 року, всього їх продали 750 штук. 

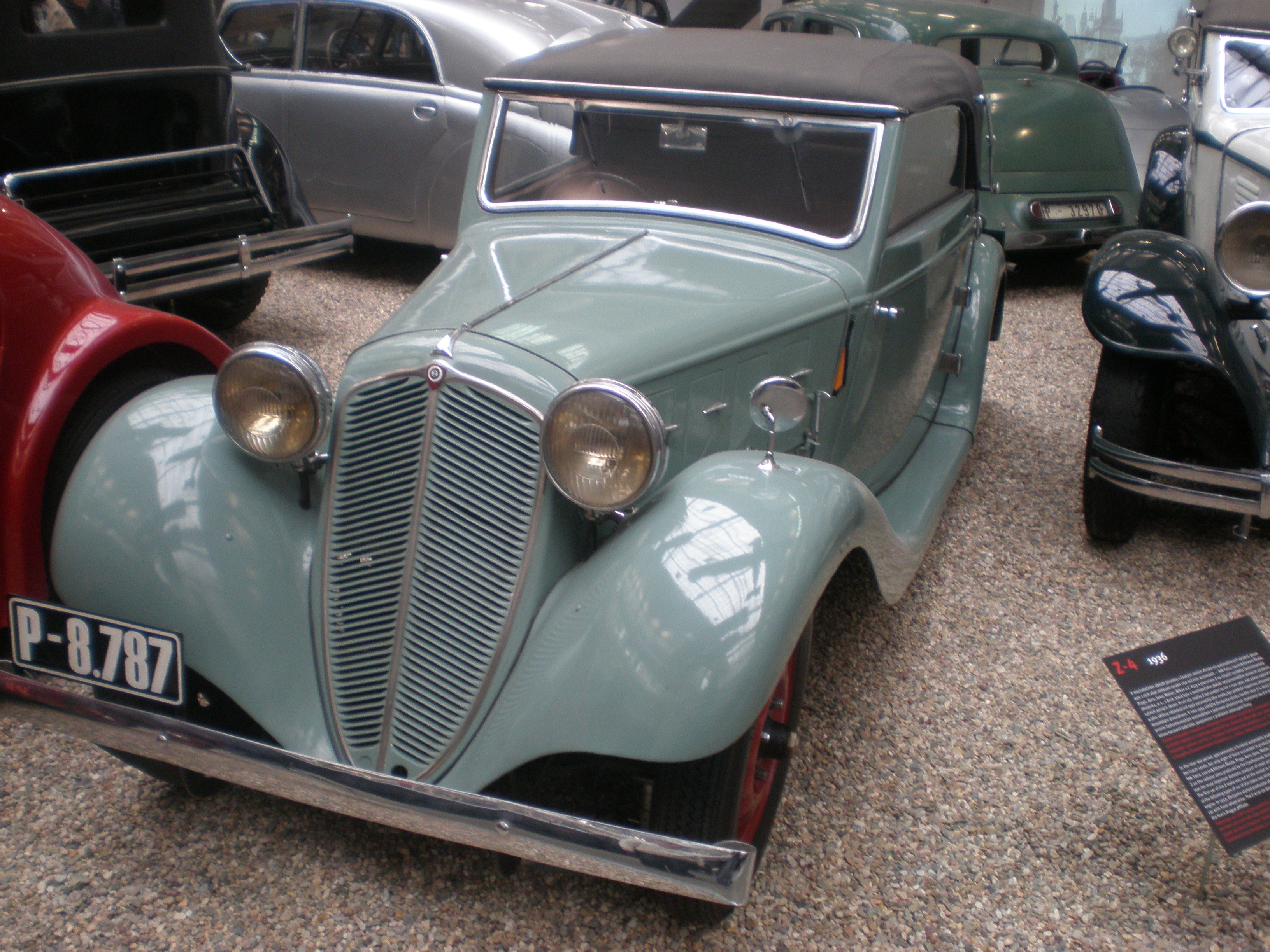
Z 4 Serie III

У квітні 1934 року з'являється 3 серія, вона не сильно відрізнялася від 2 серії, нововведення полягали в більшому використанню металу в конструкції кузова та заміні підшипників коліс на голчасті, рульове управління стало рейковим. Їх продали 500 штук, і випускали до листопада 1934 року. 

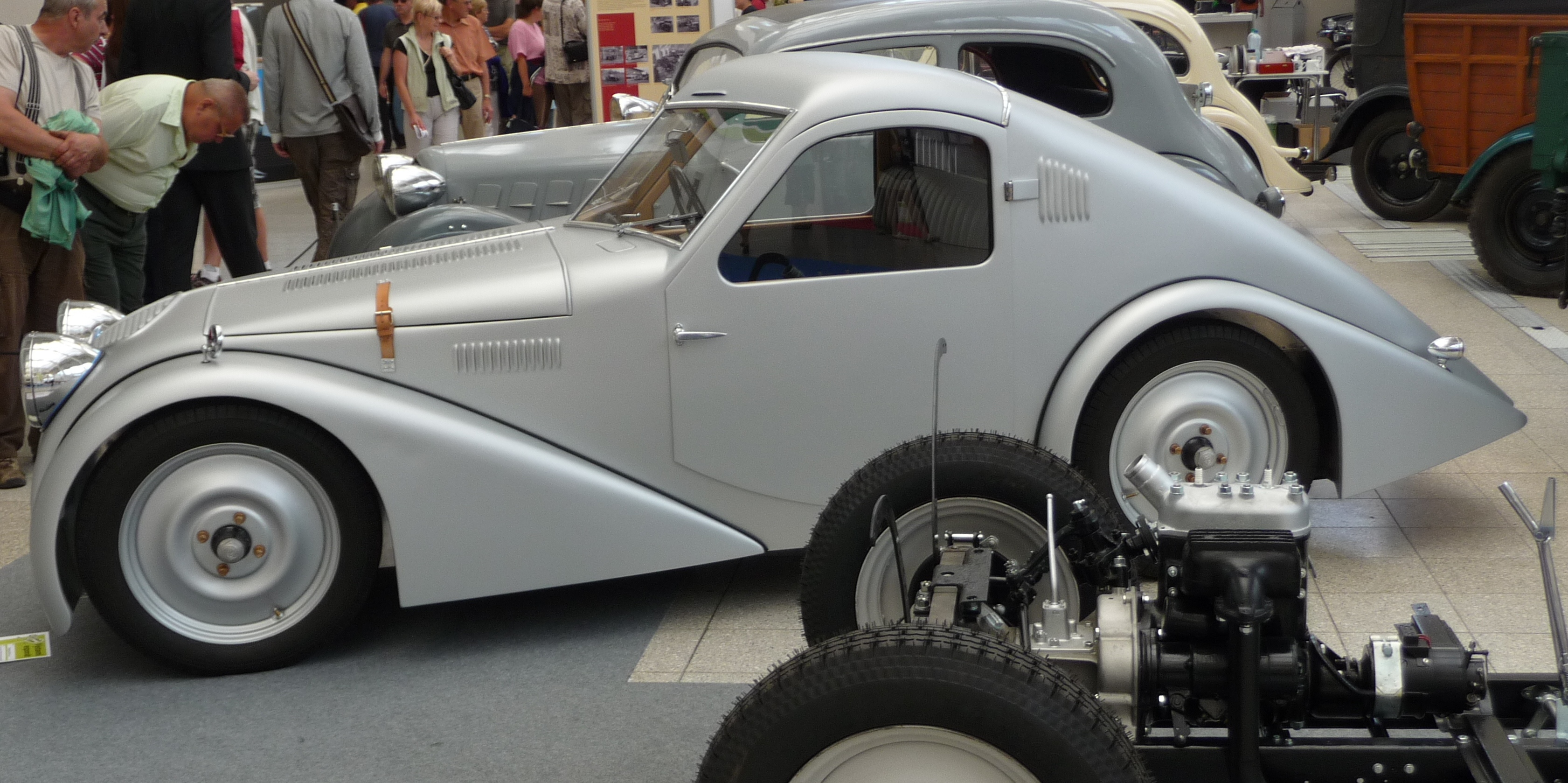
Z 4 Serie III 1000 mil československých

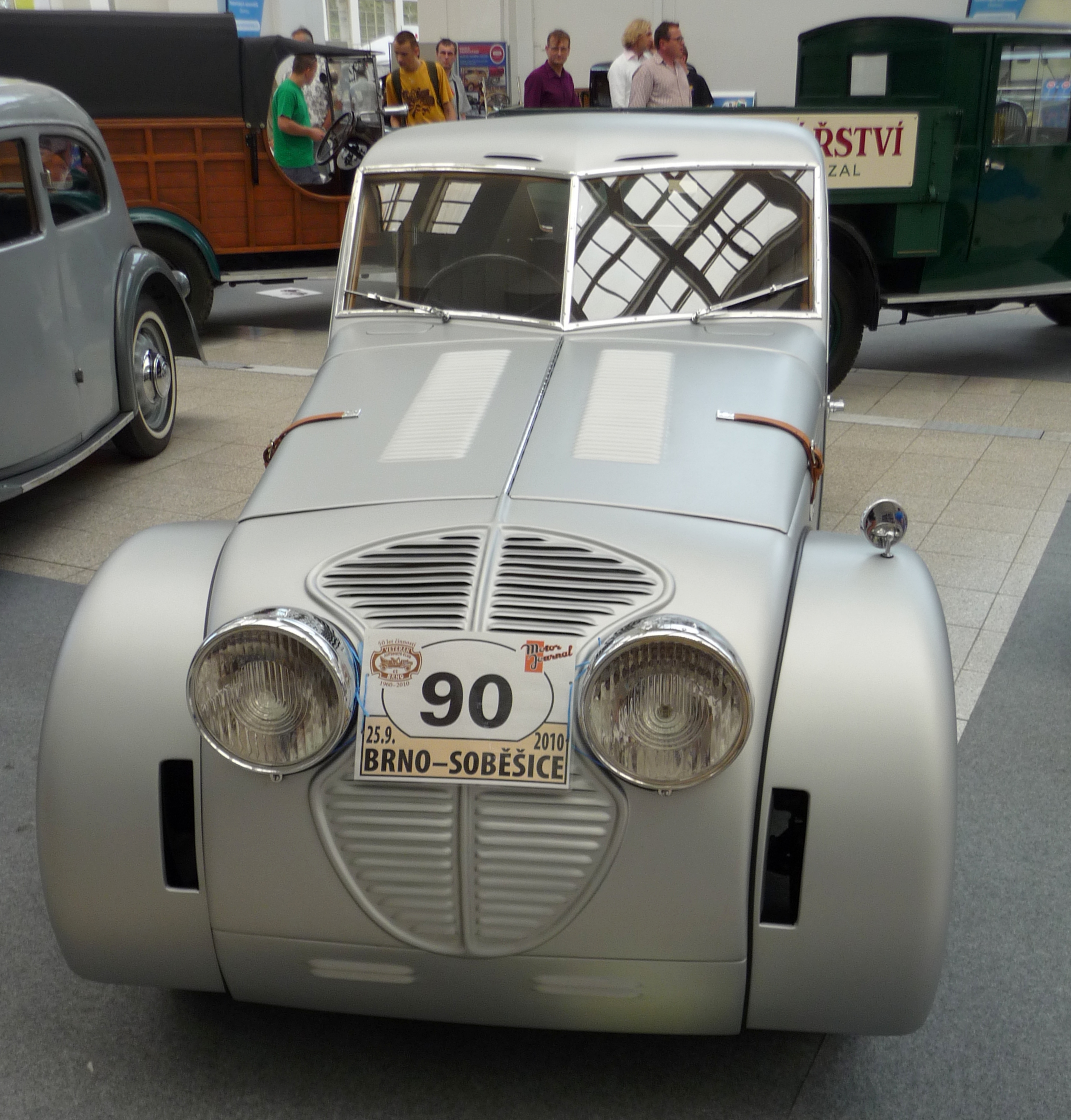
Z 4 Serie III 1000 mil československých

До 1000-мильних гонок 1934 року, які пройшли в Чехословаччині, фірма будує 5 автомобілів з обтічними кузовами, виготовленими з алюмінію, автомобіль мав форсований до 38 сил мотор. Команда фірми здобула перше місце на гонках, оскільки автомобілі зайняли перші 3 місця на п'єдесталі. Гоночний автомобіль показав середню швидкість в 92 км/год, і це на гірських ґрунтових дорогах. 
Проте до наших днів не дожив жоден автомобіль, лише репліка, побудована в 2010 році за оригінальними кресленнями на шасі "Зет 4" серії 3. 

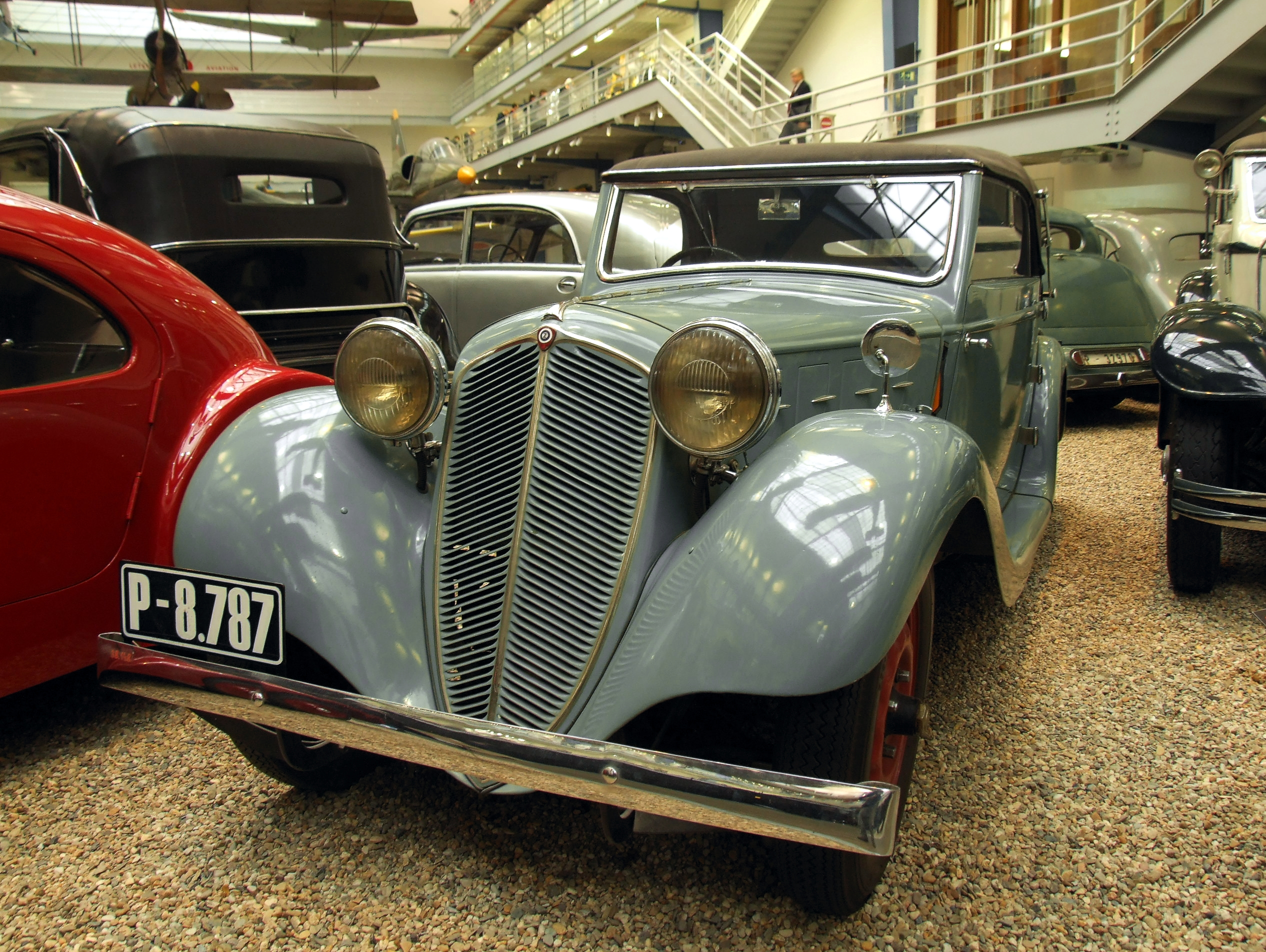
Z 4 Serie IV

У традиції фірми було запускати нову серію, ще не закінчивши виробляти стару, так було і з 4 серією, яка з'явилася в серпні 1934 року. Цей автомобіль мав той же мотор, але зміни торкнулися шасі, вони стали на 10 см довшими. Ці автомобілі також були випущені в кількості 500 штук. 
У квітні 1935 року з'являється остання серія, яку випускали до жовтня 1936 року, її продали в кількості 450 авто. Машина при колишньому моторі отримала ще більші шасі, дизайн кузова практично не відрізнити від 4-ї серії, єдине, що кузови стали трохи більшими. 

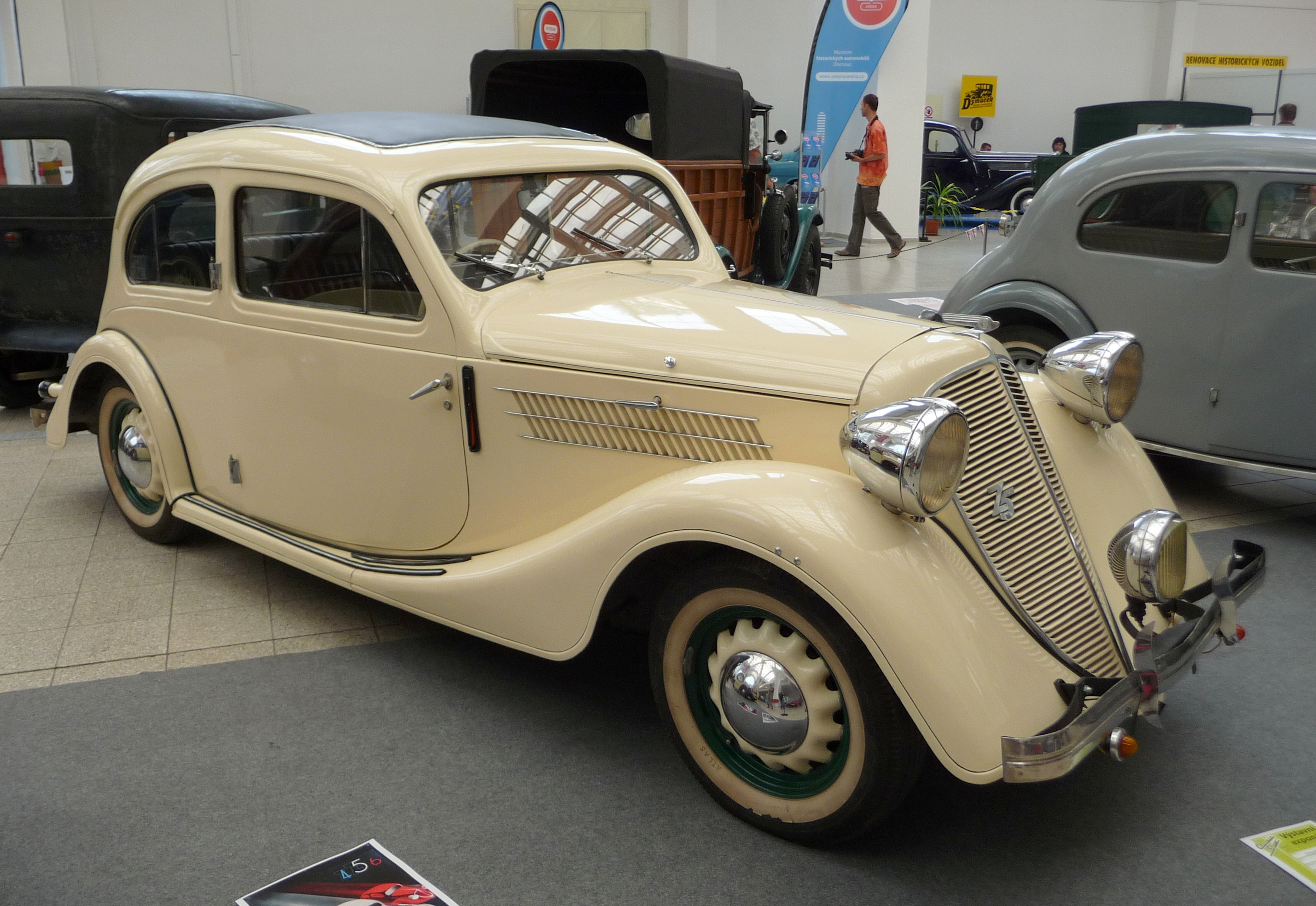
Z 5 Express Tudor

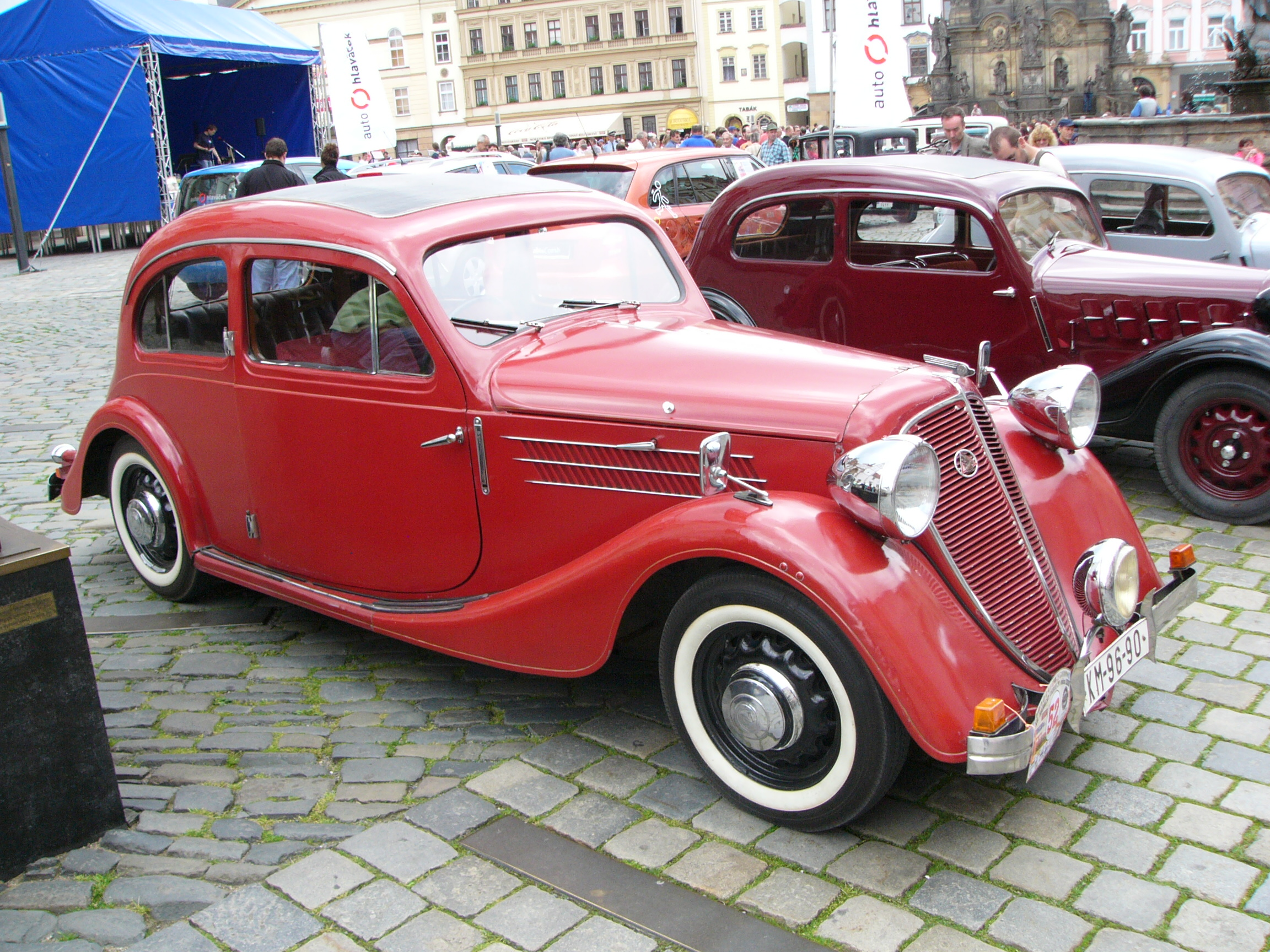
Z 5 Express

Одночасно з Z 4 Ser V з'являється автомобіль більш високого класу - 5. Цей автомобіль отримав 4-циліндровий мотор, об'ємом 1.5 л, який розвивав 40 сил, коробка і піввісь були розроблені заново, щоб могли витримати великі навантаження. Підвіска всіх коліс була незалежною, встановлена на 3-вузлових важелях, гальма стали гідравлічними від фірми "Локхід". Авто розвивало 120 км/год, за що отримав другу назву - "Express". Крім своїх кузовів можна було замовити кузови і у відомого кузовщика "Содомкі", проте, наприклад, король Румунії - Карол Перший замовив кузов для Z 5 у фірми з Брно - "Plachý Brno", машини ці використовувалися на військових парадах. Ці автомобілі також випускалися до жовтня 1936 року, і їх було випущено всього 357 шт, з яких до наших днів дійшло всього 6. 
У квітні 1935 року з'явилася і остання модель фірми - 6, яка отримала прізвисько "Гурвінек", в честь лялькового героя, який був популярний тоді в Чехословаччині, але прізвисько отримав він не тільки через казки, але і на противагу своїм конкурентам, так, наприклад, "Татра 57" отримала кличку - "Гадіміршку", а "Шкода 995" - "Лідушка", вони теж були героями спектаклю "Хто не знає Гадіміршку". 
З цим автомобілем компанія хотіла повернутися в клас доступних автомобілів, якими були перші 4-ки, рама автомобіля була хребтовою, підвіска всіх коліс - незалежною, привід всіх гальм - механічний (не гідравліка), мотор був узятий від 5-ки, але його розрізали навпіл, таким чином, об'єм мотора був 735-кубовим, кількість циліндрів - 2, потужність він розвивав в 19 сил. Автомобіль цієї моделі став одним з найдешевших автомобілів у Чехії в той час. 

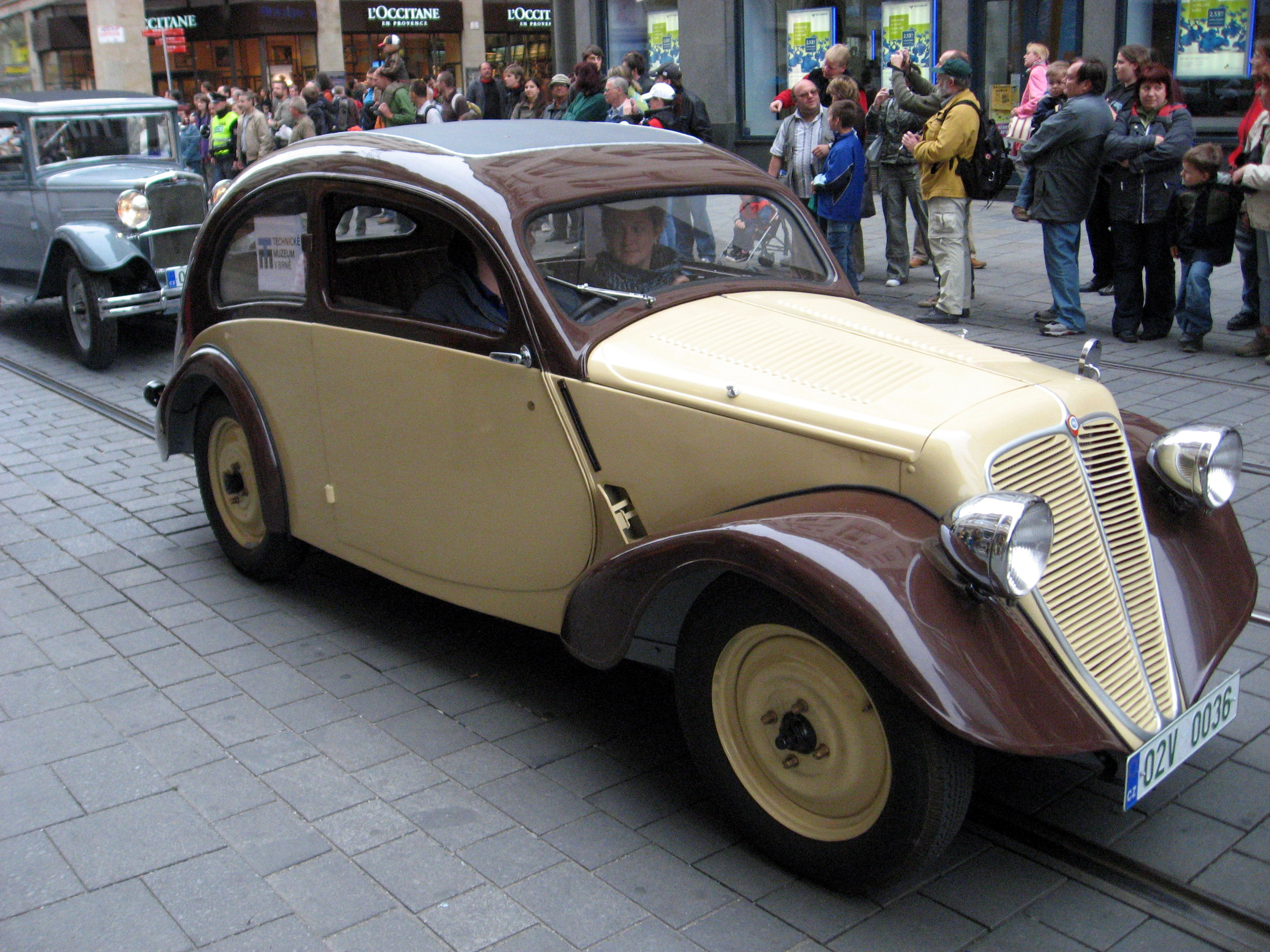
Z 6 Hurvinek

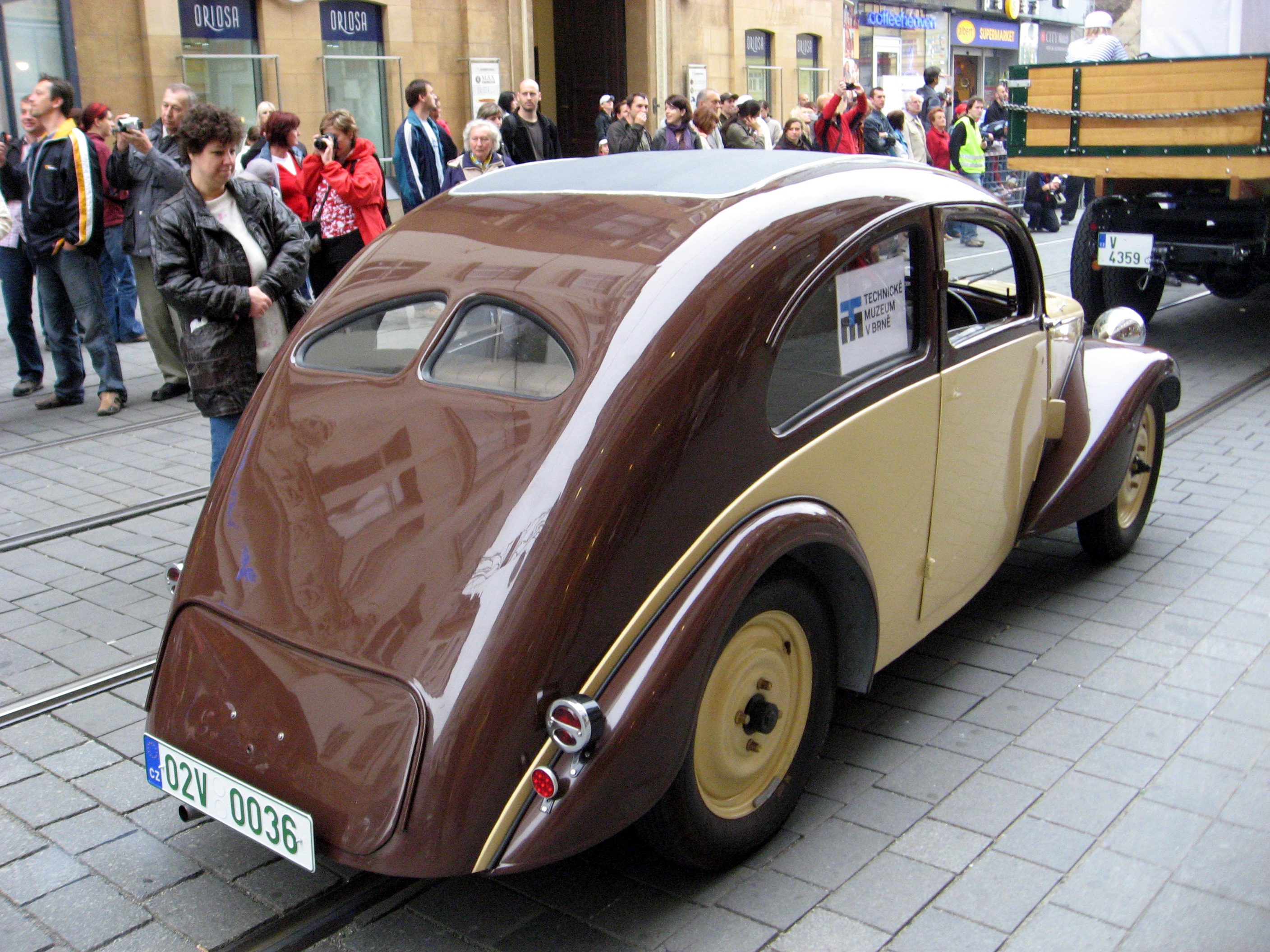
Z 6 Hurvinek

Як не дивно, не дивлячись на дешеву ціну, дизайн автомобіля був цілком передовим і модним на той час, тобто обтічним. 
Скільки випустили цих "Гурвінеків" точно не відомо, в одних джерелах - 480 шт, у других - 500, в третіх - 502.

## Припинення виробництва автомобілів

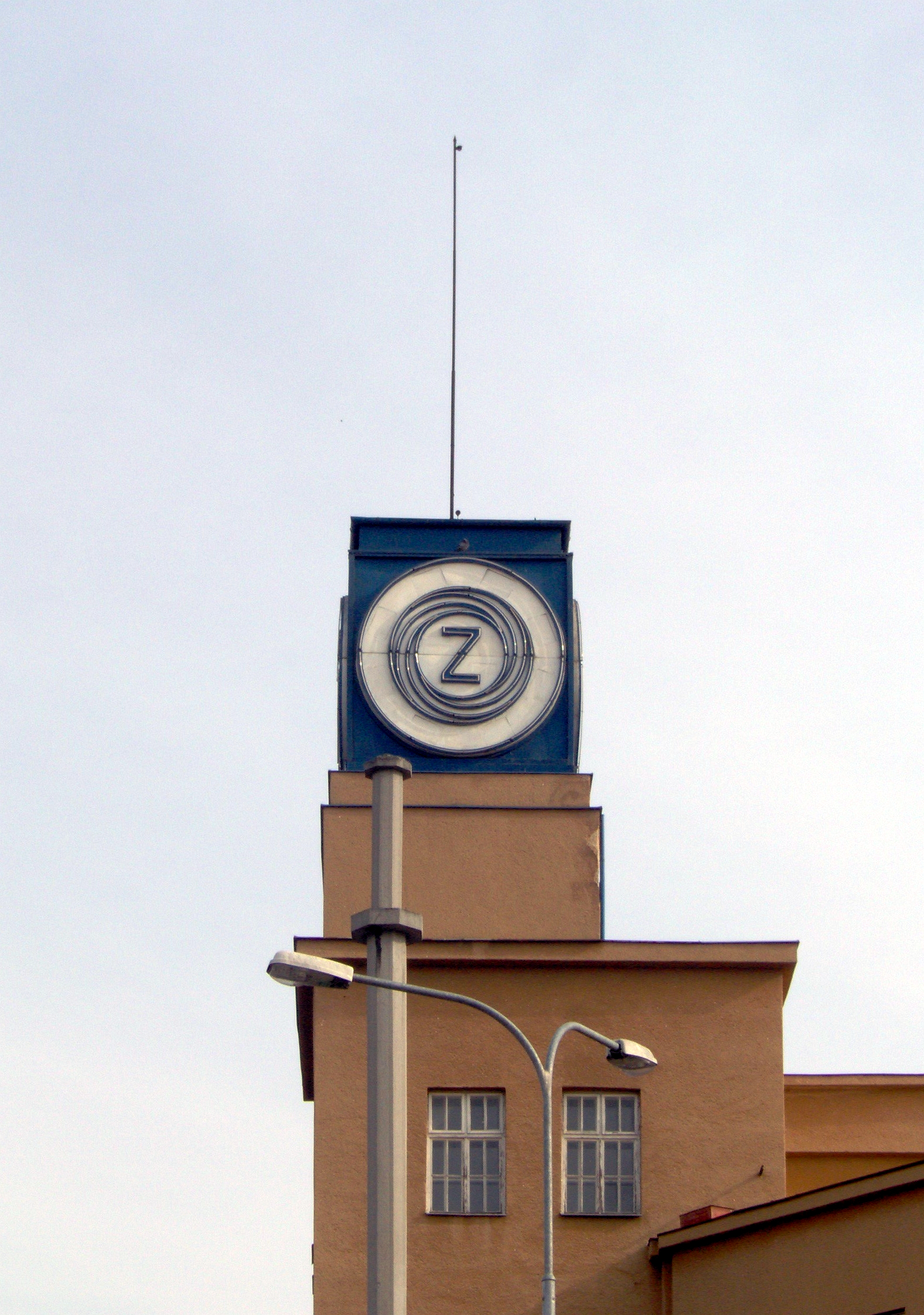
Логотип Zbrojovka

Однак в 1936 році, передчуваючи, що настають серйозні зміни в геополітичному житті Європи, уряд вирішує згорнути виробництво автомобілів, і пустити всі потужності виробництва на випуск озброєння. Тож 15 жовтня 1936 року був випущений останній легковий автомобіль фірми. Однак в 1937 році проходили випробування 2-літрові (2-тактні) повнопривідні позашляховики для армії, які, однак, у серію не пішли. 

## Виробництво сільгосптехніки, офісної та обчислювальної техніки. Закриття компанії
1939 року завод під особистий контроль бере СС-овець Рейнхард Трістан Гейдріх, до речі, автор інсценівки "нападу" поляків на Німеччину в 1939 році, яка послужила початком Другої світової війни, під його керівництвом завод випускає суто зброю і боєприпаси аж до 1944 року, коли значна частина заводу була знищена. Однак вже після війни, в листопаді 1945 року, завод починає випускати сільгоспобладнання, в тому числі і відомі трактори марки Zetor, яка існує донині. А головне, підприємство в 80-ті стало виробляти переважно офісну і обчислювальну техніку, відсунувши збройовий бізнес на другий план, а в 2006 році фірма збанкрутувала.

## Список автомобілів Zbrojovka (Z)
- 1924 - Zbrojovka Disk
- 1926 - Z 4/18
- 1929 - Z 2 (Z 6V)
  - Z 9
- 1931 - Z 13K
  - Z 14U
- 1932 - Z 4
- 1935 - Z 5 Express
  - Z 6 Hurvinek